# Élections régionales santoméennes de 2010
Des élections régionales se déroulent à Sao Tomé-et-Principe en 2010, afin de désigner les élus de l'Assemblée régionale de Principe.
Elles se déroulent en même temps que les élections municipales.

## Contexte
Les élections étaient initialement prévues pour août 2009, avant d'être repoussées à la demande de José Cassandra, président du gouvernement régional de Principe. Ainsi, son mandat président passe de trois à quatre ans.
Le Parti de convergence démocratique - Groupe de réflexion soutien l'Union pour le progrès et le changement de Principe, le seul parti représenté à l'Assemblée régionale.

## Mode de scrutin
Sept députés sont à élire en un tour dans sept circonscriptions.

## Résultats
| Parti                             | Parti                                                                                     | Voix  | %   | Sièges | +/-           |
| --------------------------------- | ----------------------------------------------------------------------------------------- | ----- | --- | ------ | ------------- |
|                                   | Union pour le progrès et le changement de Principe (UMPP)                                 | 2 042 |     | 7      | en stagnation |
|                                   | Mouvement pour la libération de Sao Tomé-et-Principe – Parti social-démocrate (MLSTP-PSD) | 1 039 |     | 0      | Nv.           |
|                                   |                                                                                           |       |     |        |               |
| Suffrages exprimés                |                                                                                           |       |     |        |               |
| Votes blancs                      |                                                                                           |       |     |        |               |
| Votes nuls                        |                                                                                           |       |     |        |               |
| Total                             | Total                                                                                     |       | 100 | 7      | en stagnation |
| Abstentions                       |                                                                                           |       |     |        |               |
| Nombre d'inscrits / participation |                                                                                           |       |     |        |               |